# Yvon Beliën

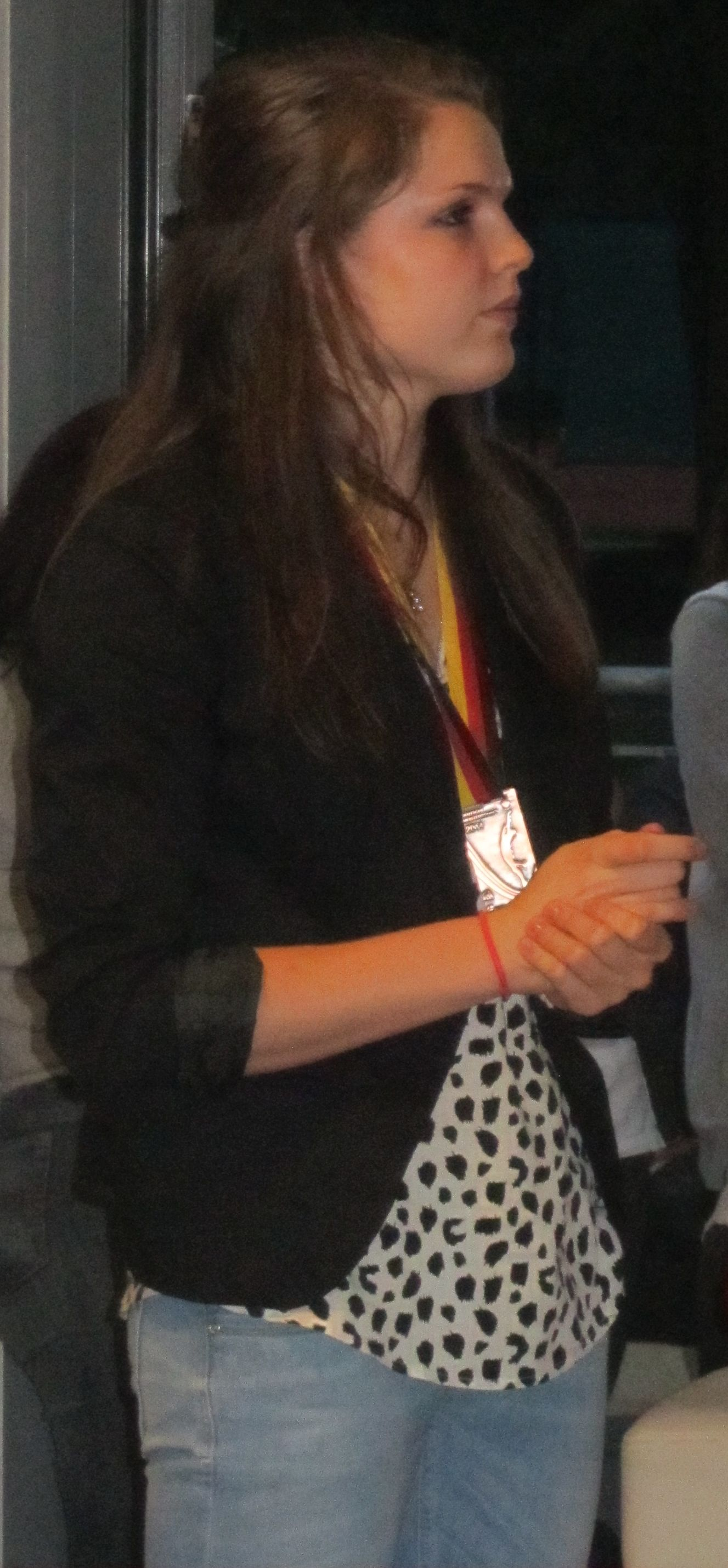
Yvon Beliën w 2014 roku

Yvon Beliën (ur. 28 grudnia 1993 w Budel) – holenderska siatkarka, reprezentantka kraju, grająca na pozycji środkowej.
W lutym 2022 roku postanowiła zakończyć karierę reprezentacyjną.
Po ukończonym sezonie 2022/2023 postanowiła zakończyć karierę siatkarską.

## Sukcesy klubowe
Superpuchar Holandii:
- 2011, 2012

Liga holenderska:
- 2013
- 2012

Liga niemiecka:
- 2015

Liga włoska:
- 2016, 2017

Puchar Challenge:
- 2018

Puchar CEV:
- 2023[5]

## Sukcesy reprezentacyjne
Volley Masters Montreux:
- 2015

Mistrzostwa Europy:
- 2015, 2017

Grand Prix:
- 2016

## Nagrody indywidualne
- 2015: Najlepsza blokująca turnieju Volley Masters Montreux